# Konladdning

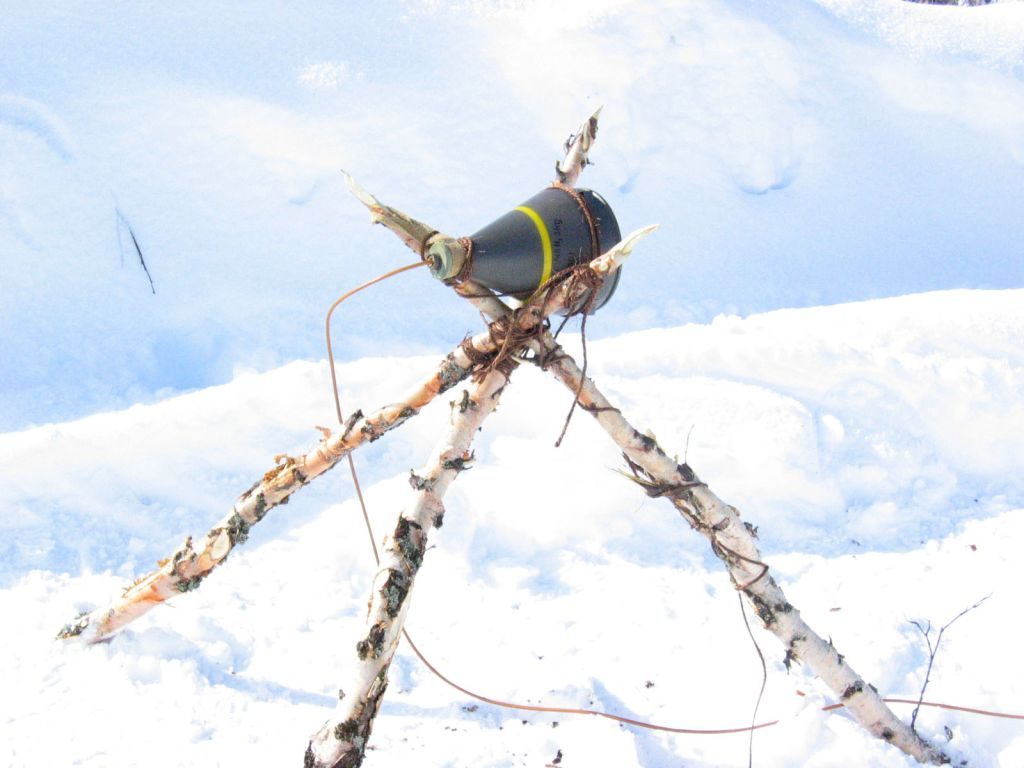
Konladdning riggad som syftmina på kort håll, här ca 5 meter.

Konladdning är en sprängladdning som försetts med en konformad urholkning i den riktning en sprängstråle önskas, det vill säga riktad sprängverkan. Sprängstrålen är mycket koncentrerad och kan användas för att ta upp laddningshål, slå igenom pansarplåtar med mera. Konladdning i större skala kom till användning först under andra världskriget. Exempel från Sverige är Konladdning m/1946.